# Ribeirão das Neves
Ribeirão das Neves és un municipi brasiler de l'estat de Minas Gerais. La ciutat pertany a la mesoregió Metropolitana de Belo Horizonte i a la microregió de Belo Horizonte. La població el 2010 era de 296,317 persones.